# Богун-Городок
Богун-Городок — село в Борисовском районе Белгородской области. Входит в состав Грузчанского сельского поселения, расположено недалеко от районного центра — Борисовки.
Часовой пояс
Село Богун-Городок как и вся Белгородская область, находится в часовой зоне МСК (московское время). Смещение применяемого времени относительно UTC составляет +3:00.

## Население
| 2002 | 2010 |
| ---- | ---- |
| 139  | ↘132 |